# Закон за еврейската натурализация
Законът за еврейската натурализация (на английски: Jewish Naturalization Bill или Jewish Naturalization Act 1753) е закон за натурализацията на евреите пришълци (сефаради) в Британската империя.
Актът на парламента получава съгласието на краля с указ от 7 юли 1753 г., но е отменен през следващата 1754 г. поради широкото обществено противопоставяне на неговите разпоредби.
Законопроектът преминава сравнително безпрепятствено през Камарата на лордовете, преди да срещне сериозна опозиция в Камарата на общините, където торите предизвикват голям протест срещу предложението, което характеризират като „изоставяне на християнството“. Благодарение на вигите и тяхната политика на религиозна толерантност, проектът е приет от долната камара на английския парламент и става факт след кралското одобрение, което получава на 7 юли 1753 г.